# Andy Paley
Andrew Douglas Paley, detto Andy (Washington, 2 novembre 1952 – Colchester, 20 novembre 2024), è stato un produttore discografico, compositore, musicista e polistrumentista statunitense.

## Biografia
Negli anni settanta formò i Paley Brothers, un duo power pop, con il fratello Jonathan Paley. In seguito, Andy divenne membro dello staff produttivo della Sire Records, dove produsse album di vari artisti come Brian Wilson, Jonathan Richman, NRBQ, John Wesley Harding, The Greenberry Woods, e Jerry Lee Lewis. Da allora, Paley ha lavorato anche a produzioni televisive e cinematografiche, componendo colonne sonore e scrivendo canzoni principalmente per cartoni animati quali Digimon, SpongeBob SquarePants e Camp Lazlo.

## Discografia
Album prodotti
- Professor Anonymous - Living In The World (1980)
- The Real Kids – Outta Place (1982)
- The Real Kids – Hit You Hard (1983)
- Border Boys – Tribute (1983)
- Jonathan Richman & The Modern Lovers – Rockin' and Romance (1985)
- Jonathan Richman & The Modern Lovers – It's Time For (1986)
- Boys Wonder – Now What Earthman? (1987)
- Brian Wilson – Brian Wilson (1988)
- Vari – Shag: Original Motion Picture Soundtrack (1988)
- Chris Isaak - Heart Shaped World (1989)
- John Wesley Harding – God Made Me Do It - The Christmas EP (1989)
- NRBQ – Wild Weekend (1989)
- John Wesley Harding – Here Comes the Groom (1990)
- Nasa – Insha-Allah! (1990)
- Vari – Dick Tracy (1990)
- Richard X. Heyman – Hey Man! (1991)
- The Mighty Lemon Drops – Sound... (1991)
- John Wesley Harding – The Name Above the Title (1991)
- The Greenberry Woods – Rapple Dapple (1994)
- The Greenberry Woods – Big Money Item (1995)
- Jerry Lee Lewis - Young Blood (1995)
- The Foremen – Folk Heroes (1995)
- Jonathan Richman – Surrender To Jonathan (1996)
- Paleface – Get Off (1996)
- Vari – The Best Day Ever (2006)